# Faithful Breath
Faithful Breath ist eine Rockgruppe, die 1967 in Bochum entstand. Im Laufe der Jahre veränderte sich der musikalische Stil vom progressiv-psychedelischen über symphonischen Rock bis hin zu Hardrock und Heavy Metal.

## Geschichte

### Progressiver und symphonischer Rock
Im Herbst 1967 verließen Gitarrist und Sänger Heinz „Heimi“ Mikus und Bassist Horst „Piet“ Stabenow, beide gerade 15 Jahre alt, ihre Beatgruppe „The Magic Power“, um mit Reinhold Immig (Gitarre), Walter Scheuer (Gitarre) und Jürgen Fischer (Schlagzeug) eine eigene Band zu gründen. Der Name „Faithful Breath“ (engl. für „Vertrauter Atem“) stammt jedoch von einem Aushilfsgitarristen namens Georg Grebe, der Stabenow für ein paar Wochen vertrat. Ebenfalls von Magic Power kam Bogdan „Boggi“ Kopec; er betreute Band und Anlage. Wenig später wurde auch noch Ulrich Bock, der Saxophon und Querflöte spielen konnte, aufgenommen. Es gelang der Gruppe, sich in der Region einen gewissen Kultstatus zu erarbeiten – schließlich war eine Band mit drei Gitarristen, dazu Bass, Blasinstrumente und Schlagzeug auch Ende der 1960er Jahre schon etwas Besonderes. Eigene Kompositionen mit langen Improvisationen entstanden. Für die „gitarrenreiche“ Band war der Ausstieg von Immig im Frühjahr 1969 verschmerzbar.

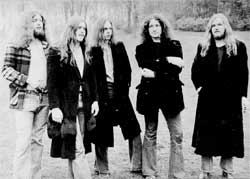
Boggi, Heimi, Carl, Jürgen und Piet 1974

Im Herbst 1970 wurde Fischer zur Bundeswehr einberufen und konnte deshalb nicht weitermachen. Ersatzleute kamen und gingen, erst die „Ausleihe“ von Jürgen Weritz Anfang 1971 sorgte für Stabilität, zumindest am Schlagzeug. Weritz spielte weiterhin auch für die Gruppe Mama Werwoll aus Witten, wohin Faithful Breath inzwischen selbst verzogen war. Bock erkrankte wenig später an Tuberkulose, weswegen die Band zu viert weitermachen musste. Ende 1972 musste auch Scheuer passen. Es wurde der klassisch ausgebildete Organist und Sänger Manfred „Carl“ von Buttlar von Mama Werwoll abgezogen, was einerseits deren Auflösung zur Folge hatte, andererseits Faithful Breath in eine symphonische Richtung schwenken ließ.
Mit Heinz Mikus (Gitarre, Gesang), Horst Stabenow (Bass, Gesang), Manfred von Buttlar (Keyboards, Gesang) und Jürgen Weritz (Schlagzeug, Percussion) stand nun die erste richtige Besetzung von Faithful Breath mit semi-professionellem Anspruch. Man war viel in Deutschland unterwegs und bestritt eine Menge Konzerte, vor allem in Jugendzentren und kleinen Clubs. Faithful Breath spielte sich gut ein und hatte die bislang nur live vorgetragenen Stücke so weit ausgearbeitet, dass sich die Veröffentlichung einer LP anbot.

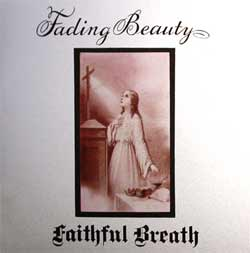

Ende 1973 ging die Band ins Kölner Studio am Dom und nahm dort drei Rocksuiten auf, von denen Tharsis die bekannteste ist. Renate Heemann aus Witten wirkte bei den Aufnahmen als Hintergrundsängerin mit. Die Platte mit den Science-Fiction/Fantasy-Thematiken und dem Titel Fading Beauty erschien Anfang 1974 im Eigenverlag (dies beinhaltete auch das Selberfalzen der Plattenhüllen) in einer Auflage von ungefähr 1500 Stück. Als die erste Auflage mit brauner Cover-Ausführung ausverkauft war, folgte 1975 eine zweite Auflage, diesmal in blau-schwarzer Aufmachung. Sie enthielt auf der Rückseite zusätzlich noch einen Hinweis auf den Musikverlag von Boggi Kopec. Insgesamt wurden von beiden Ausgaben zwischen 3500 und 5000 Stück hergestellt und vertrieben, für damalige Verhältnisse recht achtbar. Später tauchen Schwarzpressungen von Fading Beauty auf, die nicht von der Gruppe legitimiert worden waren. 1991 erschien diese LP als CD auf dem amerikanischen Markt, im Jahr 2004 wurde eine Vinyl-Nachauflage erstellt und ein Jahr später brachte das Label Garden of Delights erneut eine CD auf den Markt, dieses Mal mit einem umfangreichen Booklet und der ausführlichen Geschichte der Band bis zum Jahr 1975. Unter Sammlern erfreut sich dieses Album heute einer großen Beliebtheit und für gut erhaltene Originale werden hohe Preise gezahlt.
Auch in den Jahren 1974 bis 1976 war Faithful Breath häufig auf Tour, unter anderem auf einer Tournee mit der Jazz-Rock-Formation Volker Kriegel & Spectrum. 1976 stieß der Sänger Jürgen Renfordt zur Gruppe und gemeinsam entwickelte man einige Stücke für ein neues Bühnenprogramm. Im Bochumer Rhein-Ruhr-Filmstudio wurde die erste Single Stick in Your Eyes/Back on My Hill eingespielt, mit Jürgen Renfordt als dem neuen Sänger der Band. Sie erschien im Oktober 1977. 1978 wurde die noch nicht veröffentlichte LP Back on My Hill im WDR 2 vorgestellt. Moderator Winfrid Trenkler, eine der wichtigsten Persönlichkeiten im damaligen nationalen Rockbusiness, lud die Band zu einem längeren Interview nach Köln ein und half durch seine positive Darstellung. Peter Orloff nahm die LP schließlich für sein Label Alladin unter Vertrag, eine Veröffentlichung wurde aber immer wieder aufgeschoben. Trotzdem war Faithful Breath viel in Deutschland und dem angrenzenden Ausland unterwegs und wurde in der Besetzung mit Jürgen Renfordt, „Heimi“ Mikus, Manfred von Buttlar, Horst Stabenow und Jürgen Weritz in der Szene dank ihres ausgefeilten Live-Repertoires bekannt.

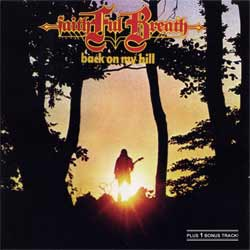

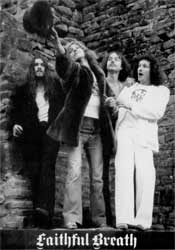
Faithful Breath 1977

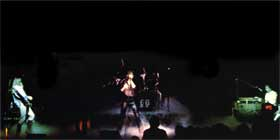
Faithful Breath Live 1978

Eine Vertragsauflösung mit Peter Orloff wurde erstritten und die Veröffentlichung von Back on My Hill erfolgte bei Sky Records, einem Label für deutsche Bands von Günter Körber. Erstmals wurden auch deutsche Texte verarbeitet. In der WDR-Schlagerrallye wurde der Titel This is My Love Song vorgestellt. Das Lied bot über Monate der Konkurrenz von Mike Oldfield bis Santana Paroli und landete in der Jahreswertung in den Top Ten. Die zweite Single wurde 1981 mit den Titeln Die Mörderbiene und Keep Me Away als Maxi-Single bei Sky herausgebracht. Ähnlich wie schon die erste LP Fading Beauty wurden diese Single sowie die zweite LP Back on My Hill zu Raritäten. Für die aktuelle Besetzung der Gruppe kamen diese Achtungserfolge zu spät. 1981 schieden drei der fünf Musiker bei Faithful Breath aus, Manfred von Buttlar wurde erst Krankenhausarzt, dann niedergelassener Arzt, Jürgen Weritz heuerte als Werbefachmann an und Jürgen Renfordt nahm seine Karriere als Solokünstler und gelegentlicher Radiomusikredakteur in Angriff.

### Hardrock und Heavy Metal
Mikus und Stabenow entschieden sich fürs Weitermachen, allerdings mit anderer Musik, denn der Heavy Metal war stark im Kommen und ursprünglich hatte man sowieso schon einen Hardrock-Einschlag gehabt. Zusammen mit dem Schlagzeuger Uwe Otto schwebte ihnen ein kompletter Neuanfang inklusive neuem Namen vor, der wie der Eröffnungstitel von ihrer nächsten LP Rock Lions, gleichzeitig Singleauskopplung daraus, lauten sollte: Hurricane. Aufgrund der Vertragsbindung mit Sky Records, die auf dem eingeführten Namen bestanden, zierte weiterhin das Faithful-Breath-Logo die Veröffentlichungen. An der zugelegten Wikinger-Montur hatte die Plattenfirma dagegen nichts auszusetzen. Mit dem Wikinger-Image wollte das Trio sich von der üblichen Leder- und Nieten-Einheitskluft der anderen Heavy-Bands optisch absetzen. Mit der zweiten, wie Rock Lions mit geringem Etat und unter Zeitdruck entstandenen, Platte namens Hard Breath, die einzig der Vertragserfüllung diente und als „mäßig“ eingestuft wurde, verabschiedete sich Faithful Breath von Sky und unterschrieb bei Mausoleum Records. Von der Band hatte sich Uwe Otto bereits 1981 verabschiedet, weshalb Jürgen Düsterloh das 1983 erschienene Hard-Breath-Album mit einspielte.

### Höhepunkt und Ende
Um einen „dichteren Sound“ zu erzeugen, wurde für das im Januar und Februar 1984 in Angriff genommene Album Gold'n'Glory Bubi Hönig eingestellt. Von dem als bestes in der Faithful-Breath-Historie, zumindest aber deren Metal-Phase, geltendem Album wurden innerhalb der ersten sechs Wochen 15.000 Einheiten verkauft. Darüber hinaus wurde die Single A Million Hearts ein Erfolg, stieg sie doch in der WDR 2-Schlagerrallye von Null auf Eins und blieb dies mehrere Monate lang. Eine gute Presse in England ließ die Band eine Tourausweitung ins Vereinigte Königreich vornehmen.
Mitverantwortlich für den Aufwärtstrend bei Faithful Breath war das auf die sich gerade ausprägende neuartige Heavy-Musik spezialisierte belgische Genre-Label Mausoleum sowie das Produzentenduo Udo Dirkschneider und Michael Wagener. Stabenow verließ allerdings im selben Jahr die Band und wurde durch Peter Dell ersetzt. Kopecs Managementfirma florierte dank Faithful Breath und expandierte. Die unter seine Fittiche genommenen Kölner Bands Mad Axeman und Underdog vermochten jedoch nicht trotz Unterbringung bei Mausoleum und intensiver Marketingkampagnen, es in Sachen Popularität Faithful Breath gleichzutun.
Am 5. Oktober 1985 trat die Band beim von Mausoleum organisierten zweiten Shockwave-Festival im belgischen Genk auf. Damit war die Zusammenarbeit mit dem in finanzielle Schieflage geratenden Label jedoch beendet. Ein Miteigentümer machte sich selbstständig, übernahm die Band und für sein neu gegründetes Label Ambush wurde sogleich eine LP aufgenommen und der große internationale Durchbruch ersehnt. Hönig war zu Bullet gewechselt und Thilo Herrmann hatte seinen Platz bei den Aufnahmesessions eingenommen. Der Mausoleum-Abtrünnige war den Anforderungen des Musikgeschäfts nicht gewachsen – Ambush hielt nicht lange durch. Skol sei nicht flächendeckend in den Handel gegangen und daher schwer erhältlich, schrieb das Metal-Magazin Crash, bedauerte dies aber nicht, weil es ohnehin nur „Mittelmaß“ sei. Faithful Breath brach pünktlich am Dezemberbeginn zu einer Kurztournee in die USA auf. Ein halbes Jahr später, am 7. Juni 1986, trat die Band beim Scream-live-Festival in der Gelsenkirchener Eissporthalle neben Helloween, Sinner und Mad Butcher auf. Ein Mitschnitt der Veranstaltung wurde später von WDR 1 innerhalb der Sendung Scream gesendet.
Ende 1986 erschien ein schlicht Live betiteltes Livealbum. Ambush hatte man verlassen. Der unerfahrenen Firma warf die Band vor, sich nur auf den amerikanischen Markt konzentriert zu haben, dort – und nur dort – lediglich eine Minitour finanziert zu haben, obwohl das heimatliche Deutschland nebst Beneluxstaaten, wo die Erfolgsspur von Mausoleum gelegt worden war, eine gewisse Präsenz der Band erwartet hatten. Zudem habe die Bestückung der Plattenläden mit Skol zu wünschen übrig gelassen, was die Verkaufszahlen erheblich gemindert habe. Das Berliner Label Noise Records wurde sich mit der unzufriedenen Band einig und erweiterte die eigentlich als Überbrückungs-EP geplante Veröffentlichung zu einem vollen Album. Erwartungsgemäß nimmt das vom Gold'n'Glory-Album stammende Material das Gros der Platte ein. Produktion und Endmix übernahm Heinrich Mikus, der sodann auch gleich anmeldete, die nächste Studioplatte eigenhändig produzieren zu wollen. Manager Kopec, der sich inzwischen auch um die Belange von Kreator und Rage kümmerte, nahm eine Polen-Tour ins Visier, weil dort Gold'n'Glory mit Verspätung veröffentlicht wurde.
Irgendwann 1987 reifte der Entschluss, sich noch einmal zu verändern, diesmal einhergehend mit einer Namensänderung. Unter dem Namen „Risk“ wurde ohne (historisch inkorrekte) Hörnerhelme fortan auf Speed Metal gesetzt. Die Band gab zu Protokoll, Risk habe sich aus Faithful Breath heraus entwickelt. Aber ein Wikinger-Image und ein Speed-Musikstil würden nicht zusammenpassen. Mit dem Neustart seien originellere Arrangements und aussagekräftigere Texte verbunden. Die Live-LP sei ein Abschluss der Wikinger-Ära gewesen. Letzteres hatte sich freilich ein Jahr zuvor noch anders angehört. Peter Dell äußerte sich dahingehend, dass Risk nicht mehr viel mit Faithful Breath gemein hätte, außer dem Gesang, der sich verständlicherweise bei gleichbleibender Person nicht so leicht ändern lasse. Bis 1993 wurden die LPs/CDs The Daily Horror News (1988), Ratman (EP, 1989), Hell‘s Animal (1989), Dirty Surfaces (1990), The Reborn (1992) und Turpitude (1993) herausgebracht.
Bogdan „Boggi“ Kopec weitete sein Betätigungsfeld aus, indem er das Label GUN Records und die Managementagentur Drakkar-Promotion (später: Drakkar Entertainment) gründete. Er betreute Gruppen wie Nightwish, Rage, Running Wild und Lordi und verhalf manchen von ihnen zum Durchbruch. 1989 wurden die letzten beiden Studio-LPs zu einer CD-Veröffentlichung unter dem Titel Double Thing zusammengefasst. Die Coverabbildung zeigt verklärend blitzend die auf Tuch drapierten Insignien ihrer Metal-Ära: E-Gitarre, Holzschnitz-Zepter und Hörnerhelm. Ende 2007 veröffentlichte Garden of Delights die zweite Faithful Breath-LP als CD. Neben den fünf Titeln der Original-LP gibt es als Bonustrack noch das Stück Die Mörderbiene. Hier wurde wieder ein umfangreiches Booklet beigefügt, das diesmal die Geschichte der Band bis zum Jahr 1991 erzählt.

## Stil
Über Fading Beauty schrieb das Eclipsed, es biete „imposante Arrangements“ kitschferner Symphonik mit „progressive[n] und psychedelische[n] Elementen“. Inhaltlich drehe es sich um Science-Fiction-Stoffe.
Eine Tendenz zum Rock machte Norbert von Fransecky (musikansich.de) bei Back on My Hill aus. Uriah Heep und Lucifer’s Friend seien aber bloß Anhaltspunkte, keine direkten Stilverwandten.
Teil zwei der Übergangsphase mit Rock Lions und Hard Breath sieht Carsten Vollmer vom Ox-Fanzine, seinerzeit selbst von WDR-2-Spitzenplätzen angestifteter Plattenkäufer, rückblickend als „langweilige Rockmusik einer etwas härteren Gangart, die uns als Hardrock verkauft werden soll“. Weiter: „Aber alles hört sich bieder und spießig an, ohne richtigen Druck und Vorwärtsdrang. Das ist einfach für 1980 beziehungsweise 1983 zu wenig. Die ersten Alben waren ja purer Kraut/Prog-Rock und sind hiermit überhaupt nicht zu vergleichen.“ Musikreviews.de sieht in Rock Lions keinen Heavy Metal, dafür Überbleibsel der Prog-Phase, die aber nicht so stark seien, weshalb im ganzen wohl Bluesrock, Classic Rock und Ur-Hard-Rock (à la Deep Purple, Led Zeppelin) herauskomme. Hard Breath sei dagegen klarer Hard Rock, erkennbar in Richtung Heavy Metal weisend.
Die größte und auch positivste Resonanz – deswegen ist es am bekanntesten – verzeichnete das Album Gold'n'Glory. Im Metal Hammer war zu lesen, den Hörer erwarte „tierisch fetzige Losgehmusik mit einem gehörigen Schuß Gitarrenpower der Marke Hard 'n' Heavy“. Das Magazin Rock Power nannte die Vorgänger Misserfolge. Mit dieser LP hätte Faithful Breath erstmals ein Konzept erkennen lassen und internationales Niveau erreicht. Manche Stücke klängen – wird im Übrigen unisono in verschiedenen Rezensionen angemerkt – nach Accept, was nicht verwundere, da das Produzententeam Michael Wagener und Udo Dirkschneider gewesen sei. Knapp zehn Jahre später kategorisierte das Magazin die Gruppe als „Melodic-Rockband“. Für Gold’n’Glory fand nun auch der sonst der Band ignorant beziehungsweise kritisch gegenüberstehende Musikexpress wohlwollende Worte.
Allgemein betrachtet, das heißt nicht auf einzelne Alben bezogen, gehen die Meinungen ebenfalls auseinander. Seinen Live-Eindruck fasste Frank „Tank“ Kleiner im Metal Hammer mit den Worten zusammen: „harte Fetzer mit eingängigen Refrains“. Und Norbert von Fransecky fragte sich sogar, „[w]arum Faithful Breath nie durch die Decke gegangen sind“. Die Musiker hätten „Heavy Metal vom Feinsten“ geboten und „einen erstaunlich großen Anteil an Ohrwürmern“. Dagegen vertrat das Eclipsed die Ansicht, es habe sich um „langweiligen und primitiven Metal“ gehandelt.
Bei der Stilbeschreibung von Risk herrschte Einigkeit: Speed Metal. Götz Kühnemund gab als Vergleich einen großen Namen an: „Statt kommerzieller Heavy Rock nach Accept-Strickmuster“ sei es nach der stilistischen Modifikation „abwechslungsreicher Speed Metal à la Metallica“.

## Diskografie

### LPs
- 1974: Fading Beauty (FB Music)
- 1979: Back on My Hill (Sky Records)
- 1981: Rock Lions (Sky Records)
- 1983: Hard Breath (Sky Records)
- 1984: Gold’n’Glory (Mausoleum Records)
- 1985: Skol (Ambush Records)
- 1986: Live (Noise International)

### Singles
- 1977: Stick in Your Eyes (Single, FB Music)
- 1981: Die Mörderbiene (Maxi-Single, Sky Records)
- 1981: Hurricane (Single, Sky Records)
- 1984: A Million Hearts (Single, Mausoleum Records)